# Audition (The Fools Who Dream)
Audition (The Fools Who Dream) ist ein Lied aus dem Film La La Land von 2016, das von Emma Stone gesungen wird.
Der Komponist des Songs ist Justin Hurwitz, der Text dazu wurde von dem Komponisten-Duo Benj Pasek und Justin Paul geschrieben. Der Song wurde 2017 für einen Oscar in der Kategorie Bester Song nominiert.

## Kontext
Der Song kommt in einer Szene im letzten Drittel des Films vor und ist die letzte vollständig gesungene Nummer.
Die weibliche Hauptfigur Mia singt das Lied bei einer Audition, in welcher sie frei von sich selbst erzählen soll. Sie singt von ihrer Tante, welche sie schon als Kind dazu inspiriert hat, Schauspielerin zu werden. Nach unzähligen gescheiterten Vorsprechen landet sie mit dieser Performance endlich eine Hauptrolle. Dieser Moment ist sehr wichtig, da Mia hier ihre zuvor verlorene Hoffnung wiederfindet.

## Interpretation
Laut Komponist Justin Hurwitz ist es ein sehr optimistisches Lied. Es geht darum, niemals aufzugeben und seine Träume unermüdlich zu verfolgen. Gleichzeitig strahlt der Song eine gewisse Trauer darüber aus, dass man sein Ziel noch nicht erreicht hat.
Von allen Liedern aus La La Land ist dieses das Lieblingslied des Komponisten. Er vermutet, dass der Song so einfach für ihn zu schreiben war, weil er sich selbst mit den Träumern, die in dem Song thematisiert werden, identifizieren kann und weiß, wie es ist, als Künstler erfolglos und frustriert zu sein.

## Auszeichnungen
Audition (Fools Who Dream) gewann 2016 den St. Louis Gateway Award in der Kategorie Bester Song.
Des Weiteren erreichte das Lied Nominierungen in der Kategorie Bester Song bei den Critics’ Choice Movie Award und bei den Oscars.
| Preisverleihung                            | Kategorie          | Resultat  | Datum             |
| ------------------------------------------ | ------------------ | --------- | ----------------- |
| Academy Awards                             | Best Original Song | Nominiert | 26. Februar 2017  |
| Critics’ Choice Movie Award                | Best Song          | Nominiert | 11. Dezember 2016 |
| St. Louis Gateway Film Critics Association | Best Song          | Gewonnen  | 12. Dezember 2016 |